# Несвадба, Ярослав
Я́рослав Не́свадба (чеш. Jaroslav Nesvadba; 5 мая 1982 года, Чехословакия) — чешский футболист, защитник клуба «Семили» из одноимённого города.

## Карьера
Воспитанник клуба «Яблонец 97», в его составе начинал свою карьеру. Быстро стал игроком основного состава команды, выступавшей тогда в высшем дивизионе. В начале 2006 года тренер петербургского «Зенита» Властимил Петржела пригласил Несвадбу, который провёл за основу только один матч (против нальчикского «Спартака» 23 апреля 2006; 1:1). За дубль «Зенита» провёл 12 матчей, забил 1 гол. В августе 2006 года, когда Петржелы в команде уже давно не было, а новому тренеру Дику Адвокату Несвадба не был нужен, он был сдан в аренду в команду «Млада-Болеслав», где ему не удалось закрепиться в составе (всего 5 игр в первенстве). В 2008 году Несвадба выступал за клуб высшего хорватского дивизиона «Интер» Запрешич, провёл за него 6 игр. С 2008 по 2009 год выступал за клуб одного из низших чешских дивизионов «Слован» Варнсдорф. С 2009 по 2010 год провёл в дубле команды «Тескома». В 2010 выступал за клуб «Баник Мост».